# Карло Маджині
Карло Маджині (італ. Carlo Magini 1720, Фано — 1806, Фано) — італійський художник XVIII ст., майстер натюрмортів. Іноді створював портрети. 

## Історія вивчення замість біографії
Карло Маджині належав до практично забутих художників . Але випадково збережені його картини (що ніколи не належали до престижних мистецьких артефактів), частка котрих мала підпис художника. Лише 1954 року група західноєвропейських мистецтвознавців оприлюднила деякі факти з життя забутого майстра і почалась робота по створенню каталога його творів. Розшуками в архівах займались Роберто Лонгі, Луїджі Нальді Заулі, Джузеппе де Логу, Чарльз Стерлінг, Альфредо Серволіні, П'єтро Дзампетті.
Карло Маджині народився у місті Фано. Він — племінник місцевого художника Себастьяно Чеккаріні (1703–1783 ). Деякий час Карло Маджині працював помічником у майстерні Себастьяно Чеккаріні, в тому числі у містах Перуджа та Рим. 
Художник повернувся до міста Фано, де мешкав і працював до власної смерті.

## Незвичний для доби бароко і рококо

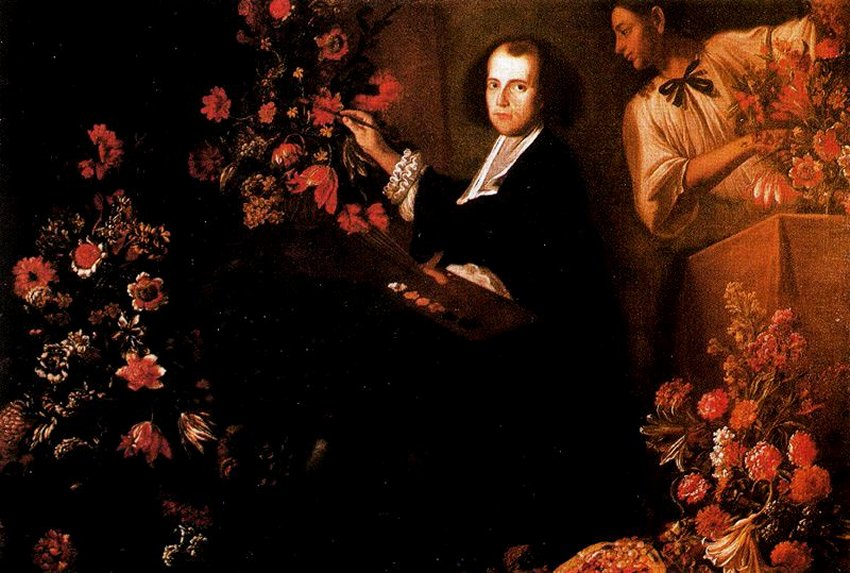
Маріо Нуцци. «Автопортрет за створенням квіткового натюрморту», 1640 рік.

Карло Маджині  виробив індивідуальну манеру, абсолютно не схожу на пишні твори прихильників пізнього італійського бароко. Його художня манера не мала також нічого спільного з творами доби рококо. Натюрморти Карло Маджині серйозні і внутрішньо значущі, як і натюрморти французького митця Шардена, його сучасника. 
«Персонажі» його натюрмортів — поважні і звичні речі небагатої італійської родини. Це керамічні глеки чи плетені кошики з яйцями, скляні пляшки з залишками вина та олії, дуже небагато фруктів, цибуля тощо. Серед речей на його натюрмортах — одні і ті ж керамічні глеки і бронзова олійна лампа, котру, здається, передавали у спадок не одному поколінню.
Непрестижність його натюрмортів не сприяла їх збереженню на батьківщині. Частка його робіт розкидана по провінційним музеям Італії.  
1990 року дослідник П'єтро Дзампетті створив каталог 98 натюрмортів і портретів Карло Маджині, розпізнаних на кінець 20 століття .

## Вибрані твори
- «Шинка, цибуля і посуд», приватн. збірка
- «Артішоки, ніж і плетений кошик з яйцями», приватн. збірка
- «Кухонний натюрморт з їжею, посудом та бронзовою олійною лампою»
- «Груші, цибуля, пляшка з малагою та бронзовою олійною лампою»
- «Пляшки, хліб і фрукти»
- «Граф Джованні Гастоне Марколіні»
- «Графиня Коккапані Сильвія Марколіні »
- «Абат Антоніо Модесто Гаспаролі»
- «Портрет невідомого кардинала з графічним портретом в руці»

## Галерея вибраних творів

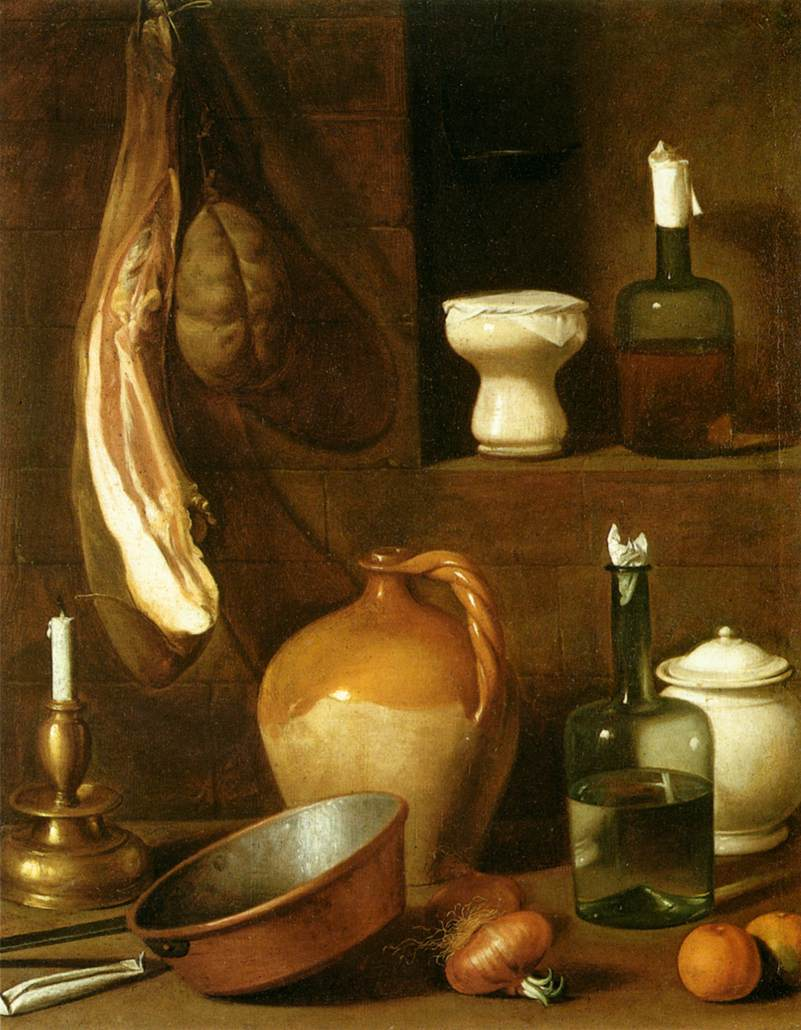
«Шинка, цибуля і посуд», приватн. збірка
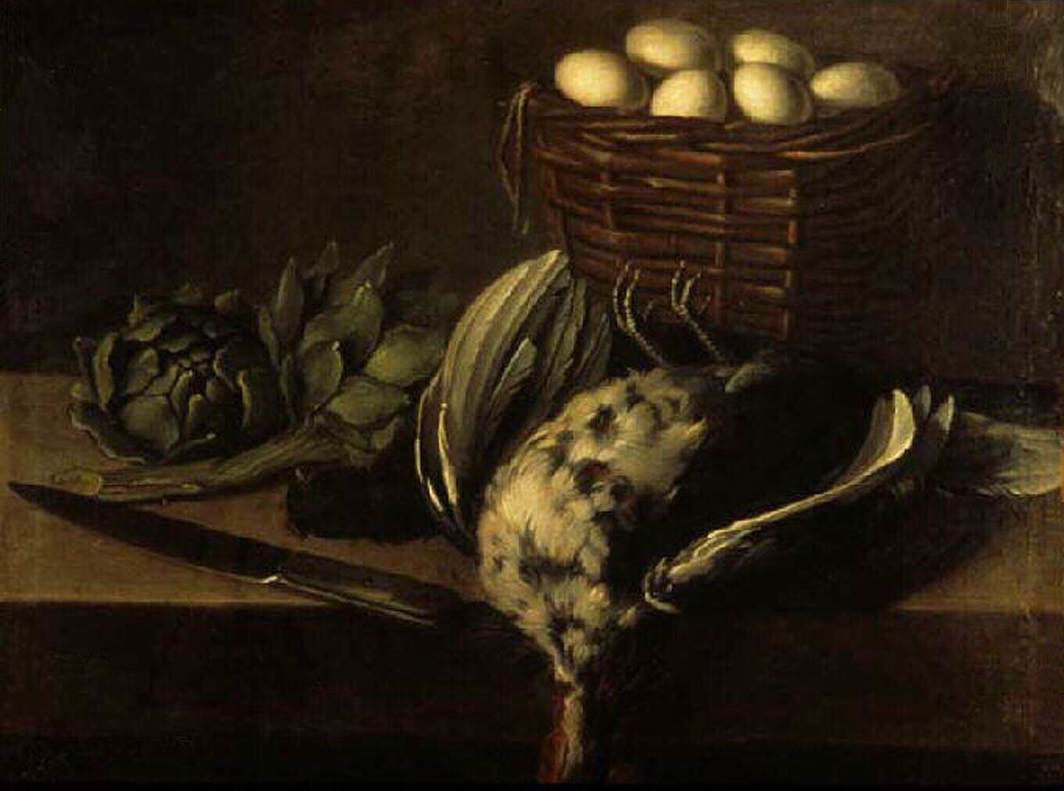
«Артішоки, ніж і плетений кошик з яйцями», приватн. збірка
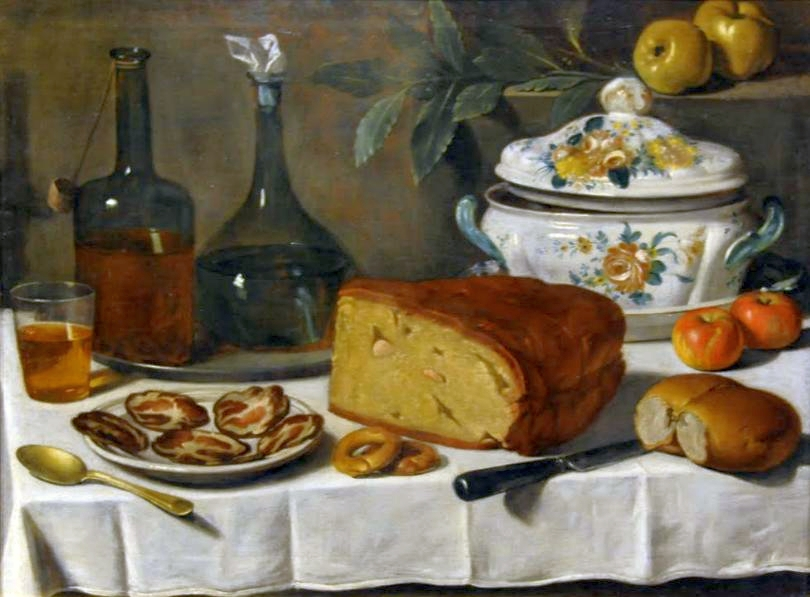
«Пляшки, хліб і фрукти», Варшава
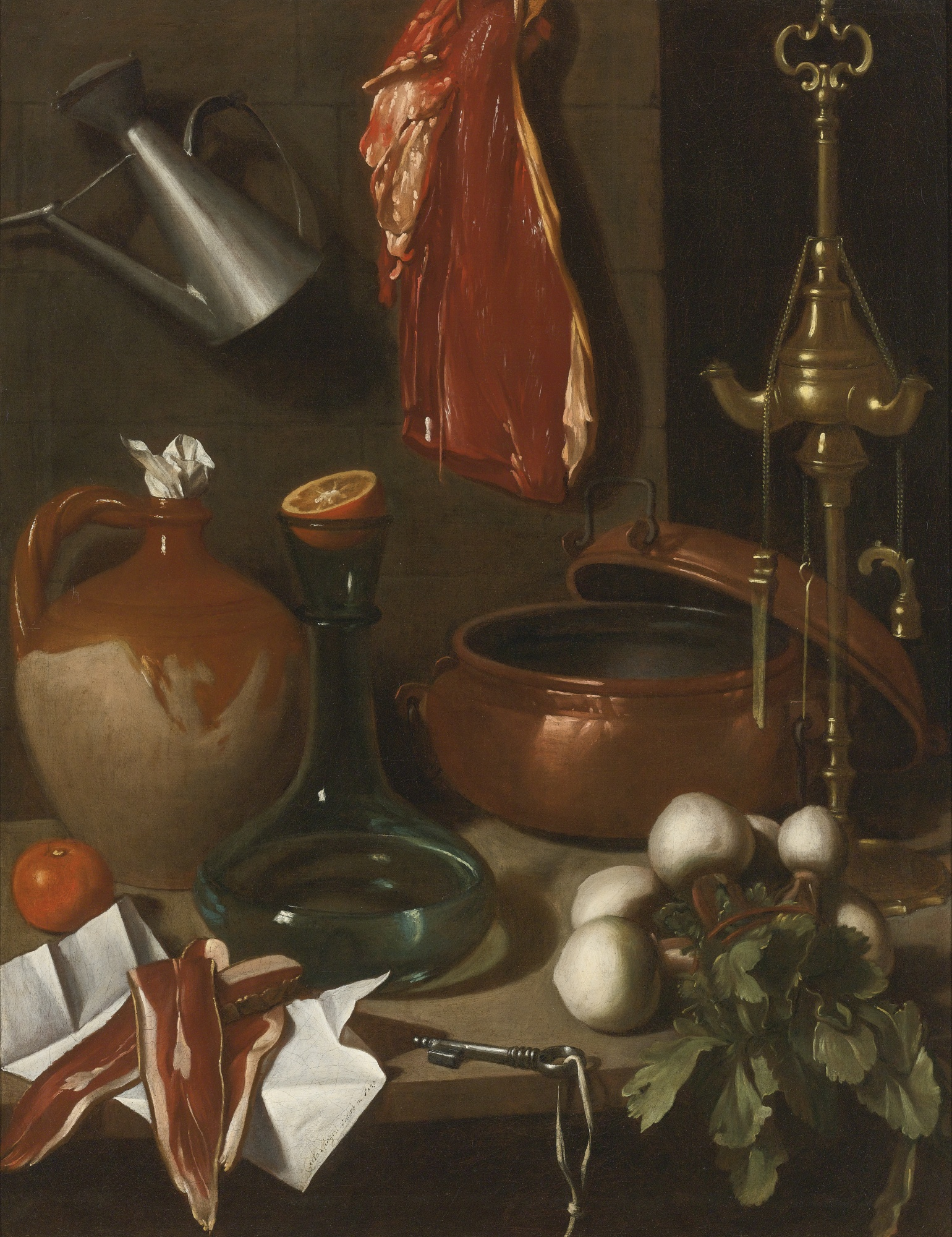
«Кухонний натюрморт з їжею, посудом та бронзовою олійною лампою»